# Leichtathletik-Weltmeisterschaften 2022/Teilnehmer (Philippinen)
| Goldmedaillen | Silbermedaillen | Bronzemedaillen |
| ------------- | --------------- | --------------- |
| –             | –               | 1               |

Der Leichtathletikverband der Philippinen nahm an den Leichtathletik-Weltmeisterschaften 2022 in Eugene mit einem Athleten teil.

## Medaillengewinner
| Medaille | Athlet             | Disziplin      |
| -------- | ------------------ | -------------- |
| Bronze   | Ernest John Obiena | Stabhochsprung |

## Ergebnisse

### Männer

#### Sprung/Wurf
| Athlet             | Disziplin      | Qualifikation | Qualifikation | Finale     | Finale |
| Athlet             | Disziplin      | Weite/Höhe    | Platz         | Weite/Höhe | Platz  |
| ------------------ | -------------- | ------------- | ------------- | ---------- | ------ |
| Ernest John Obiena | Stabhochsprung | 5,75 m        | 06            | 5,94 m AR  | Bronze |